# Lijst van burgemeesters van Tienhoven (Zuid-Holland)
Dit is een lijst van burgemeesters van de voormalige Nederlandse gemeente Tienhoven (ZH) tot deze in 1986 opging in de nieuwe gemeente Zederik. In 2019 ging die gemeente op in de fusiegemeente Vijfheerenlanden die geheel in de provincie Utrecht kwam te liggen.
| Ambtsperiode                         | Naam burgemeester                           | Partij of stroming | Bijzonderheden |
| ------------------------------------ | ------------------------------------------- | ------------------ | --- |
| 18?? - 18??                          | Warnardus Verhagen                          |                    | is ook schout en/of burgemeester van Ameide en Jaarsveld geweest                                                                              |
| 1833 - 25 september 1846             | Hendrik van der Poel                        |                    | tevens burgemeester van Ameide |
| 25 september 1846 - 10 februari 1854 | Mr. J.D. van der Poel                       |                    | tevens burgemeester van Ameide; leefde 1811-1898.                                                                                             |
| 10 februari 1854 - 1856              | C. Diemont                                  |                    | tevens burgemeester van Ameide. Voorheen gemeentesecretaris van Ameide en Tienhoven.                                                          |
| 1856 - 1857                          | M.A. Sloot                                  |                    | tevens burgemeester van Ameide, later burgemeester van Hagestein en Everdingen                                                                |
| 1857 - 1861                          | G.A. Muller                                 |                    | tevens burgemeester van Ameide, later burgemeester van Hekendorp, Lange Ruige Weide en Papekop                                                |
| 1861 - 1868                          | F.E. Vaarzon Morel                          |                    | tevens burgemeester van Ameide, later burgemeester van 's-Gravendeel                                                                          |
| 1868 - 1900                          | Adrianus Paulus Huibertus Antonie de Kleijn |                    | tevens burgemeester van Ameide |
| 1900 - 1924                          | Henry van Eeten                             |                    | tevens burgemeester van Ameide |
| 1924 - 1957                          | C.W. Luijendijk                             | ARP                | tevens burgemeester van Ameide |
| 1933 - 1934                          | Simon Hoogenboom                            | ARP                | waarnemend tijdens het ziekteverlof van burgemeester Luijendijk; tevens waarnemend burgemeester van Ameide - (tevens burgemeester van Vianen) |
| 1957 - 1966                          | Jan Cornelis de Ridder                      | ARP                | tevens burgemeester van Ameide, later burgemeester van Hendrik-Ido-Ambacht                                                                    |
| 1966 - 1977                          | Dirk (D.) Wessels                           | ARP                | tevens burgemeester van Ameide |
| 1978 - 1986                          | Cees Bakker                                 | CDA                | tevens burgemeester van Ameide |